# Taras Romančuk
Taras Romanczuk (in ucraino Тарас Вікторович Романчук?; Kovel', 14 novembre 1991) è un calciatore ucraino naturalizzato polacco, centrocampista dello Jagiellonia e della nazionale polacca.

## Biografia
Nato in Ucraina, nel marzo 2018 ha ottenuto la cittadinanza polacca.

## Carriera

### Club
Ha giocato nella prima divisione polacca.

### Nazionale
Dopo essere diventato cittadino polacco, il 27 marzo 2018 esordisce con la Polonia nell'amichevole vinta 3-2 contro la Corea del Sud.
Il 29 maggio 2024 viene inserito nella lista dei pre-convocati per Euro 2024, venendo poi confermato nella lista definitiva il 7 giugno seguente. Il giorno stesso, alla terza presenza realizza la sua prima rete con la massima selezione polacca nell'amichevole vinta 2-1 contro l'Ucraina.

## Statistiche

### Cronologia presenze e reti in nazionale
| Cronologia completa delle presenze e delle reti in nazionale ― Polonia | Cronologia completa delle presenze e delle reti in nazionale ― Polonia | Cronologia completa delle presenze e delle reti in nazionale ― Polonia | Cronologia completa delle presenze e delle reti in nazionale ― Polonia | Cronologia completa delle presenze e delle reti in nazionale ― Polonia | Cronologia completa delle presenze e delle reti in nazionale ― Polonia | Cronologia completa delle presenze e delle reti in nazionale ― Polonia | Cronologia completa delle presenze e delle reti in nazionale ― Polonia |
| Data                                                                   | Città                                                                  | In casa                                                                | Risultato                                                              | Ospiti                                                                 | Competizione                                                           | Reti                                                                   | Note                                                                   |
| ---------------------------------------------------------------------- | ---------------------------------------------------------------------- | ---------------------------------------------------------------------- | ---------------------------------------------------------------------- | ---------------------------------------------------------------------- | ---------------------------------------------------------------------- | ---------------------------------------------------------------------- | ---------------------------------------------------------------------- |
| 27-3-2018                                                              | Chorzów                                                                | Polonia                                                                | 3 – 2                                                                  | Corea del Sud                                                          | Amichevole                                                             | -                                                                      | 61’                                                                    |
| 26-3-2024                                                              | Cardiff                                                                | Galles                                                                 | 0 – 0 dts (4 – 5 dtr)                                                  | Polonia                                                                | Qual. Euro 2024                                                        | -                                                                      | 106’                                                                   |
| 7-6-2024                                                               | Varsavia                                                               | Polonia                                                                | 3 – 1                                                                  | Ucraina                                                                | Amichevole                                                             | 1                                                                      | 61’                                                                    |
| 16-6-2024                                                              | Amburgo                                                                | Polonia                                                                | 1 – 2                                                                  | Paesi Bassi                                                            | Euro 2024 - 1º turno                                                   | -                                                                      | 55’                                                                    |
| 15-11-2024                                                             | Porto                                                                  | Portogallo                                                             | 5 – 1                                                                  | Polonia                                                                | UEFA Nations League 2024-2025 - 1º turno                               | -                                                                      |                                                                        |
| Totale                                                                 |                                                                        | Presenze                                                               | 5                                                                      |                                                                        | Reti                                                                   | 1                                                                      |                                                                        |

## Palmarès
- Campionato polacco: 1

Jagiellonia: 2023-2024